# Enköpings-Näs kyrka
Enköpings-Näs kyrka är en kyrkobyggnad i Enköpings-Näs i Uppsala stift. Den är församlingskyrka i Tillinge och Södra Åsunda församling. Kyrkan ligger på en stor halvö i Mälaren omkring en mil söder om Enköping. I bygden finns flera stora gods av medeltida ursprung. Kyrkan har varit rikt gynnad av adeln på kringliggande gårdarna. Några av de välkända ätter som residerade här är Sparre, Oxenstierna och de Geer.

## Kyrkobyggnaden
Enköpings-Näs kyrka är en medeltida salkyrka som består av ett rektangulärt långhus med ett långsträckt, rakt avslutat kor i öster samt ett kyrktorn i väster. Norr om koret finns en vidbyggd sakristia. Vid långhusets södra sida finns ett vapenhus samt ett sexkantigt gravkor från 1600-talet som kallas det Gyllenanckarska gravkoret. Kyrktornet har en karnissvängd huv med lanternin och tornspira. Gravkoret har ett valmat plåttak. Övriga byggnadskroppar har plåtklädda sadeltak. Byggnadsmaterialet är gråsten med inslag av tegel i bland annat gavelröstena som har blinderingar på långhusets östra gavel och vapenhusets gavel. Kyrkobyggnaden är putsad både ut- och invändigt. Huvudingången är belägen vid vapenhusets södra sida. Interiören präglas av vackra medeltida stjärnvalv med ansikten i anfangen samt av altaruppsatsen och predikstolen i praktfulla barock.

### Tillkomst och medeltida ombyggnader
Omkring år 1200 uppfördes en stenkyrka i romansk stil som bestod av långhus med kyrktorn i väster och ett smalare kor i öster. Av denna återstår tornet, långhusets nordmur och en del av korets nordmur. I murverket kan man se att tornet är samtida med det ursprungliga långhuset. Tornet har ett enhetligt murverk av gråstensblock som i bottenvåningen är två meter tjockt och som smalnar av upp mot krönet. Redan från begynnelsen har tornet haft sin nuvarande höjd. Någon gång omkring år 1300 förlängdes kyrkan åt öster, då gamla koret revs och ersattes med ett nytt rakt avslutat kor. Samtidigt byggdes en ovanligt långsträckt sakristia med störst utsträckning i öst-västlig riktning. Under 1400-talets andra hälft breddades kyrkan åt söder och blev en salkyrka. Koret som var smalt fick då samma bredd som långhuset. Tidigare var koret något lägre än långhuset, men nu höjdes takets resning. Något senare, under seklets sista fjärdedel, slogs tre stjärnvalv över kyrkorummet. Delar av valvens ribbverk har en originell prägel genom att de uthuggits i form av gubbar med spretande armar. Fragment av kalkmålningar på valvanfang tyder på att kyrkan har varit rikt dekorerad invändigt. Under samma period som valvslagningen ägde rum, byggdes korgaveln om och försågs med blinderingar av tegel. Samtidigt uppfördes även det tunnvälvda vapenhuset. Dess dörr från långhuset är rikt ornerad med smidesbeslag i tidens stil.

### Ombyggnader efter medeltiden
Kyrkans medeltida karaktär verkar ha behållits fram till 1623, då Gyllenanckerska gravkoret vid södra muren uppfördes. Det sexkantiga koret av tegel har höga rundbågiga fönster och täcks av kryssvalv. Gravkammaren är tunnvälvd och ligger under marknivå. Yttertaket var från början högre och liknade ett torn. Gyllenanckerska gravkoret liknar Gustavianska gravkoret vid Riddarholmskyrkan som påbörjades 1633. 1626 genomfördes en omfattande reparation av tak, torn och vapenhus. Delar av tornmuren hade rasat ned och skadat taken på långhuset och vapenhuset. Under samma sekel genomfördes även arbeten i kyrkorummet. Ett murparti vid predikstolen visar spår efter 1600-talsmålning i renässans. 1731-1733 byggdes nuvarande tornhuv. Åren 1756-1758 togs nya fönster upp och äldre fönsteröppningar förstorades. Bänkinredningen och läktaren byggdes 1758-1761 av snickarmästare Schröder. Följande århundrade ändrades takresningen till sitt nuvarande utseende. Kyrkan har genomgått ett antal ytterligare arbeten. En utvändig renovering genomfördes 1956 då bland annat att murarna spritputsades och vapenhusets blinderingar knackades fram. Åren 1992-1994 genomfördes en omfattande restaurering då bland annat valvribbornas medeltida dekormålningar i rött togs fram.

## Branden 2012
Kyrkan eldhärjades 13 juli 2012, troligen till följd av ett blixtnedslag. Branden startade cirka kl 20. Skadorna kunde dock begränsas till kyrkvinden och kyrkorummet fick endast mindre rök- och vattenskador.

## Inventarier
- Dopfunten av sandsten är av äldre mälardalstyp från omkring 1200.
- Ett rökelsekar i malm från omkring 1200 är format som en kyrka.
- Vid norra väggen finns ett helgonskåp från 1400-talets slut. I skåpet finns insatt en skulptur av Sankt Mikael och draken som är daterad till 1300-talets förra del.
- Altaruppsatsen är skänkt till kyrkan 1682 och består av en kolonnställning som omger två oljemålningar, Korsfästelsen och Kristi uppståndelse. Längst ned i predellan finns en oljemålning som föreställer Herdarnas tillbedjan. Två kvinnofigurer, Tron och Hoppet, flankerar altarprydnaden.
- Ett ciborium av förgylld koppar är från 1300-talet.
- Predikstolen i snidat, marmoreringsmålat och förgyllt trä är tillverkad i Stockholm och överlämnad till kyrkan 1701. Predikstolskorgen och trappans bröstvärn har snidade, förgyllda akantusornament. Tillhörande timglas är skänkt 1746 från Hacksta.
- En tioarmad ljuskrona med en stor genombruten krona skänktes till kyrkan från Brunnsholm. En tolvarmad ljuskrona kan vara från samma gård.
- Av tornets kyrkklockor bär storklockan två gjutarmärken som daterar den till första hälften av 1500-talet. Lillklockan är skänkt till kyrkan 1628 och omgjuten 1832.
- Ett antependium av svart sammet från Hacksta är från 1765. En mässhake av svart sammet från 1756 är från samma gård.
- Ett förgyllt nattvardskärl av silver med tillhörande paten skänktes till kyrkan 1663 från Hacksta.

### Orgel
- Den nuvarande orgeln byggdes 1781 av Per Niclas Forsberg, Stockholm biträdd av Matthias Lundbom. Orgeln är mekanisk med slejflåda och har ett tonomfång på 51/24. 1856 renoverades orgeln av Johan Adolf Lundell, Teda. Då ersattes Scharf III med Vox Candida 8'.

| Manual                | Pedal   |
| Principal 8´          | Bihängd |
| Vox Candida 8' (1856) |         |
| Gedacht 8'            |         |
| Octava 4'             |         |
| Spets Fleut 4'        |         |
| Fleut Douce 4'        |         |
| Qvinta 3'             |         |
| Octava 2'             |         |
| Vall Fleut 2'         |         |
| Trumpet 8' B/D        |         |
| Vox virginea 8' D     |         |
| Trumpet 4' B          |         |

Den andra orgeln som används i kyrkan byggdes 1952 av Åkerman & Lunds Nya Orgelfabriks AB, Sundbybergs stad. Orgeln är pneumatisk med rooseveltlådor och har ett tonomfång på 56/30. Orgeln är placerad bakom den gamla och saknar fasad. Orgeln har 2 fria kombinationer och tuttikoppel.
| Huvudverk I          | Svällverk II      | Pedal         | Koppel   |
| Rörflöjt 8'          | Gedackt 8'        | Subbas 16'    | I/P      |
| Kvintadena 8'        | Gemshorn 4'       | Oktava 4'     | II/P     |
| Principal 4'         | Principal 2'      | Blockflöjt 2' | II/I     |
| Mixtur III-IV 1 1⁄3' | Sifflöjt 1'       |               | I 4'     |
|                      | Tremulant         |               | II 16'/I |
|                      | Crescendosvällare |               | II 16'   |

## Omgivningar
Utanför kyrkan står runstenen U 773. Kyrkogården är omgiven av en gråstensmur som lades om under 1700-talets andra hälft. Ett trätak ovanför muren togs då bort. Kyrkogårdens ingång har vitputsade stolpar av tegel som tillkom på 1800-talet och kyrkogårdsmuren har tidigare haft stigluckor. Öster om kyrkogården stod förr en klockstapel och enligt kyrkans räkenskaper uppfördes en ny 1697. År 1799 flyttades kyrkklockorna till tornet varmed klockstapeln revs.

## Bildgalleri

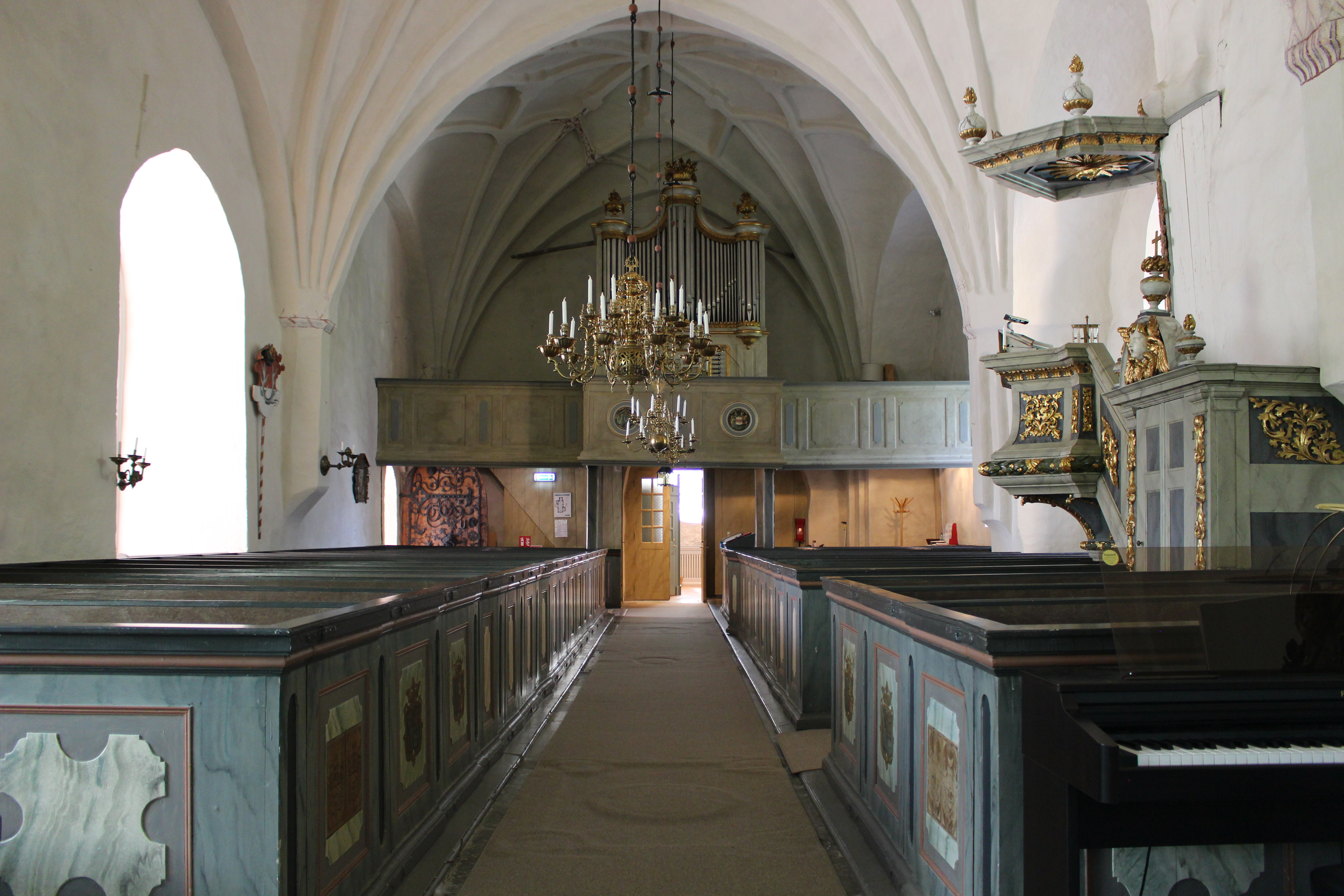
Kyrkorum mot väster
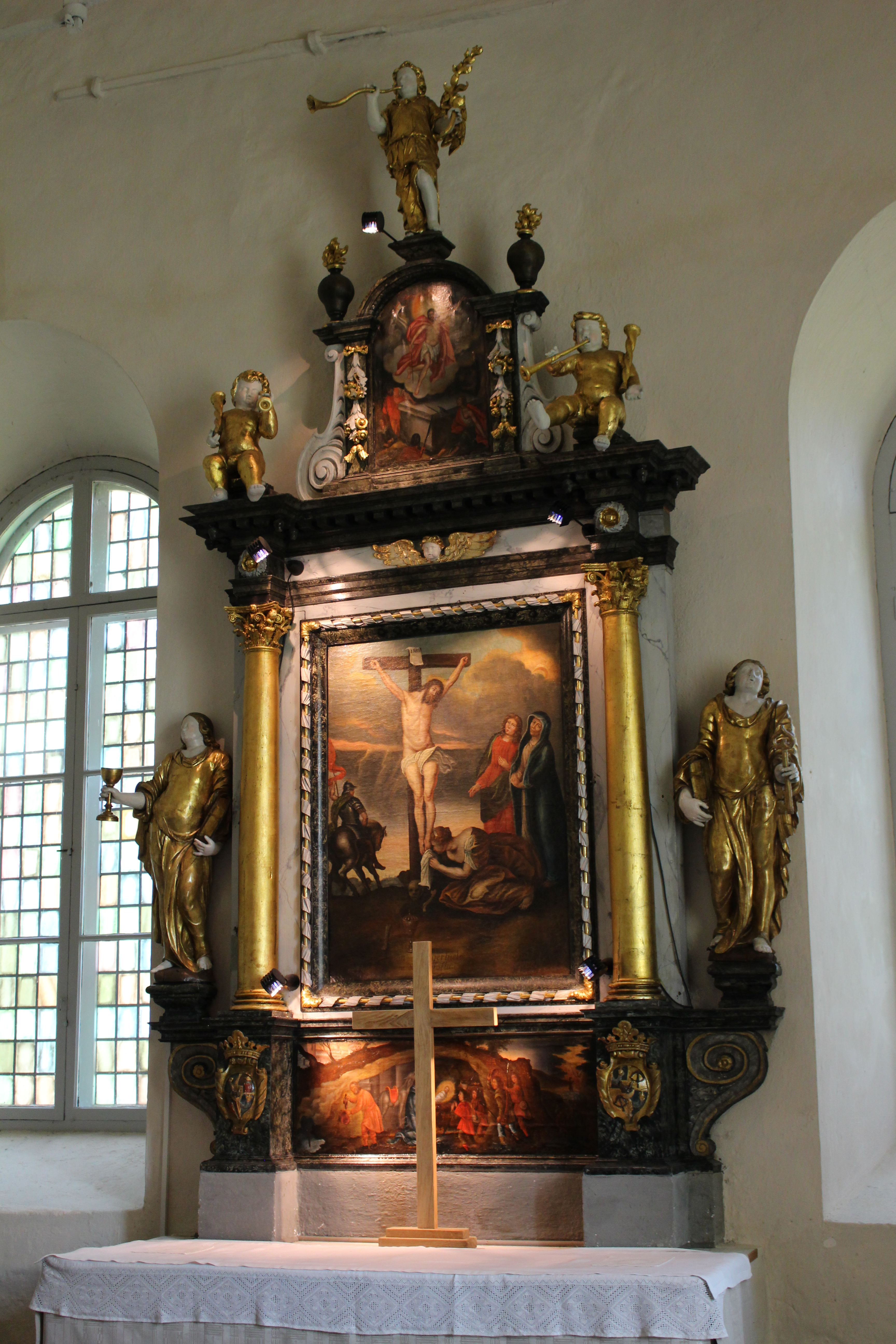
Altaruppsats
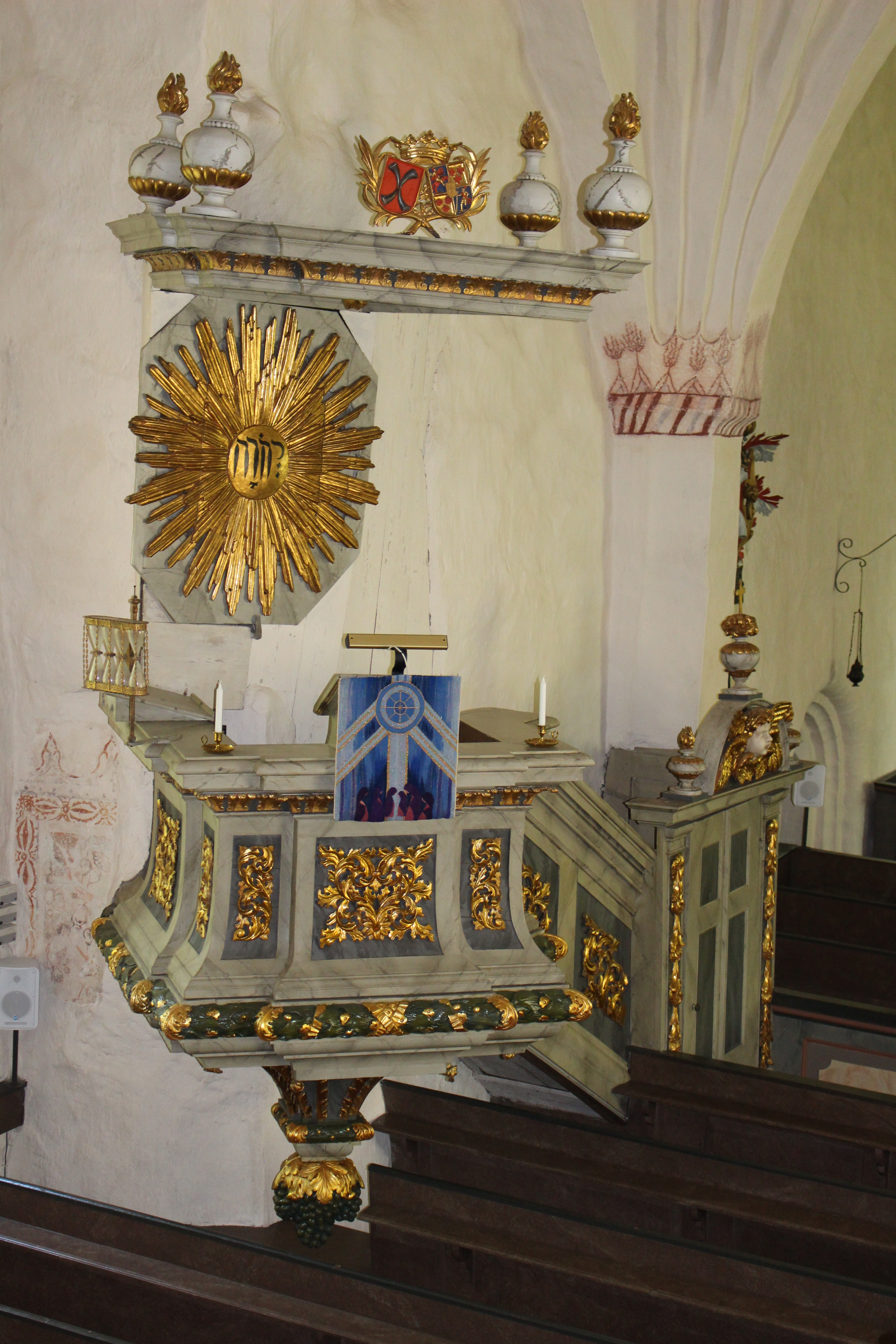
Predikstol
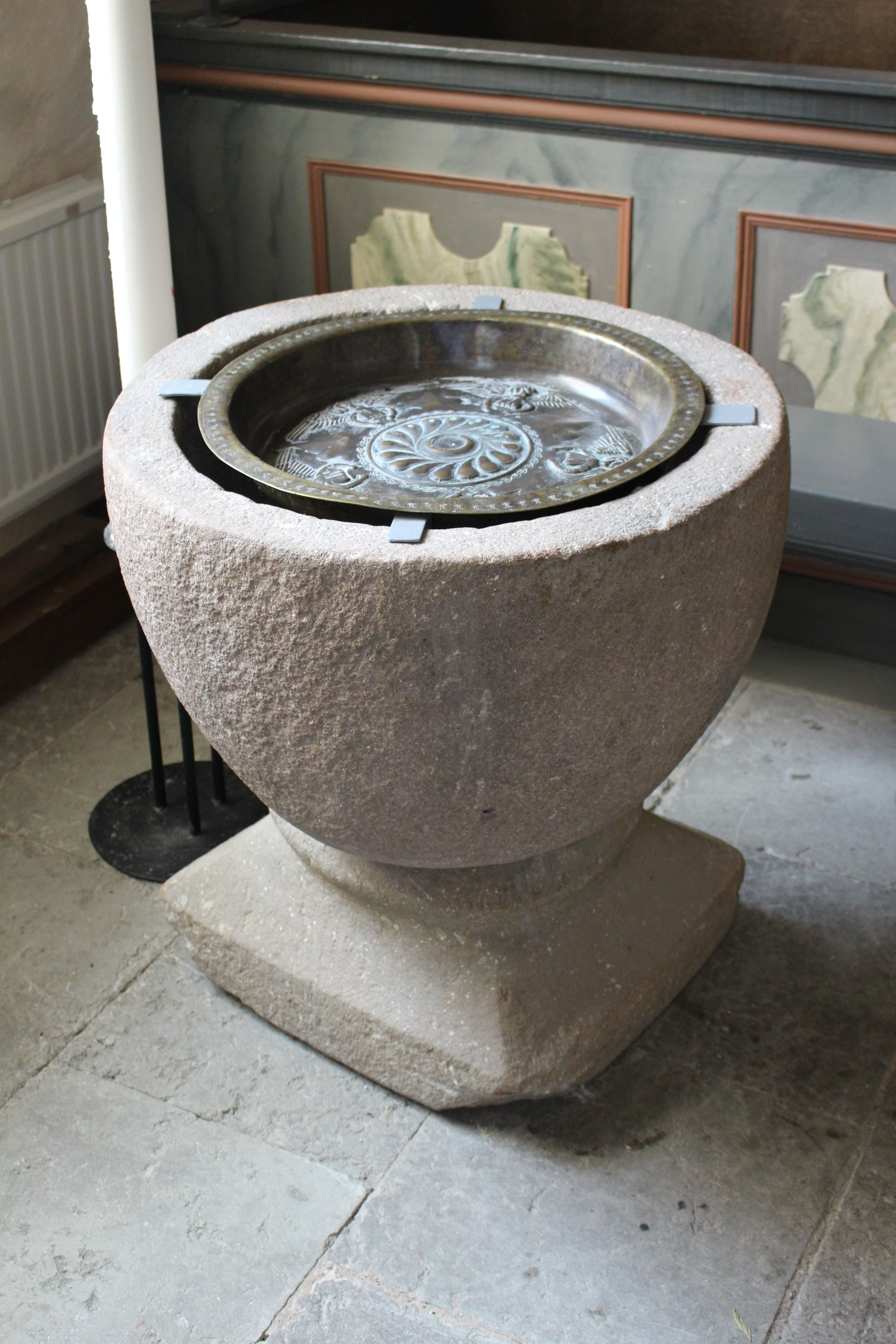
Dopfunt
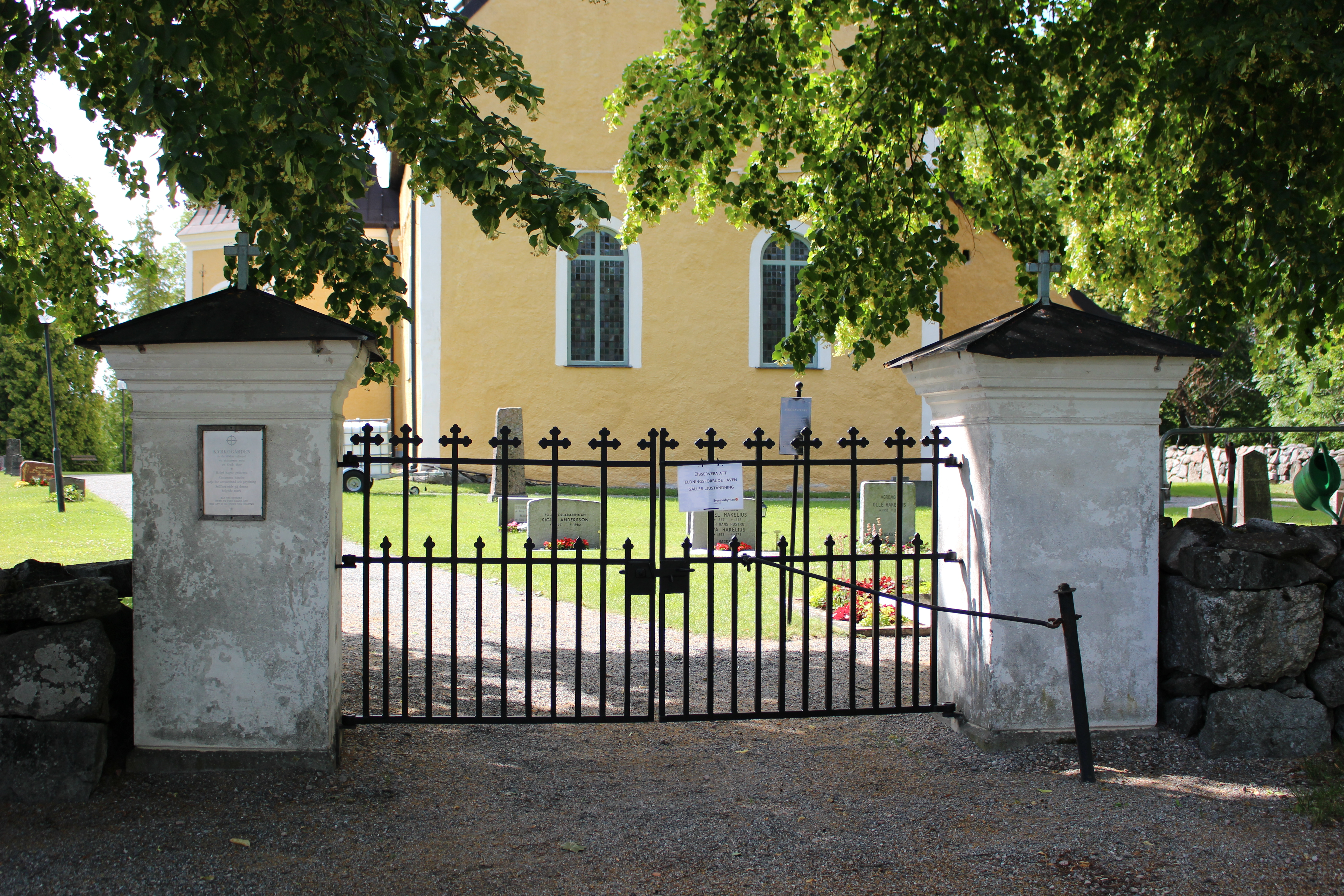
Östra kyrkogårdsgrinden
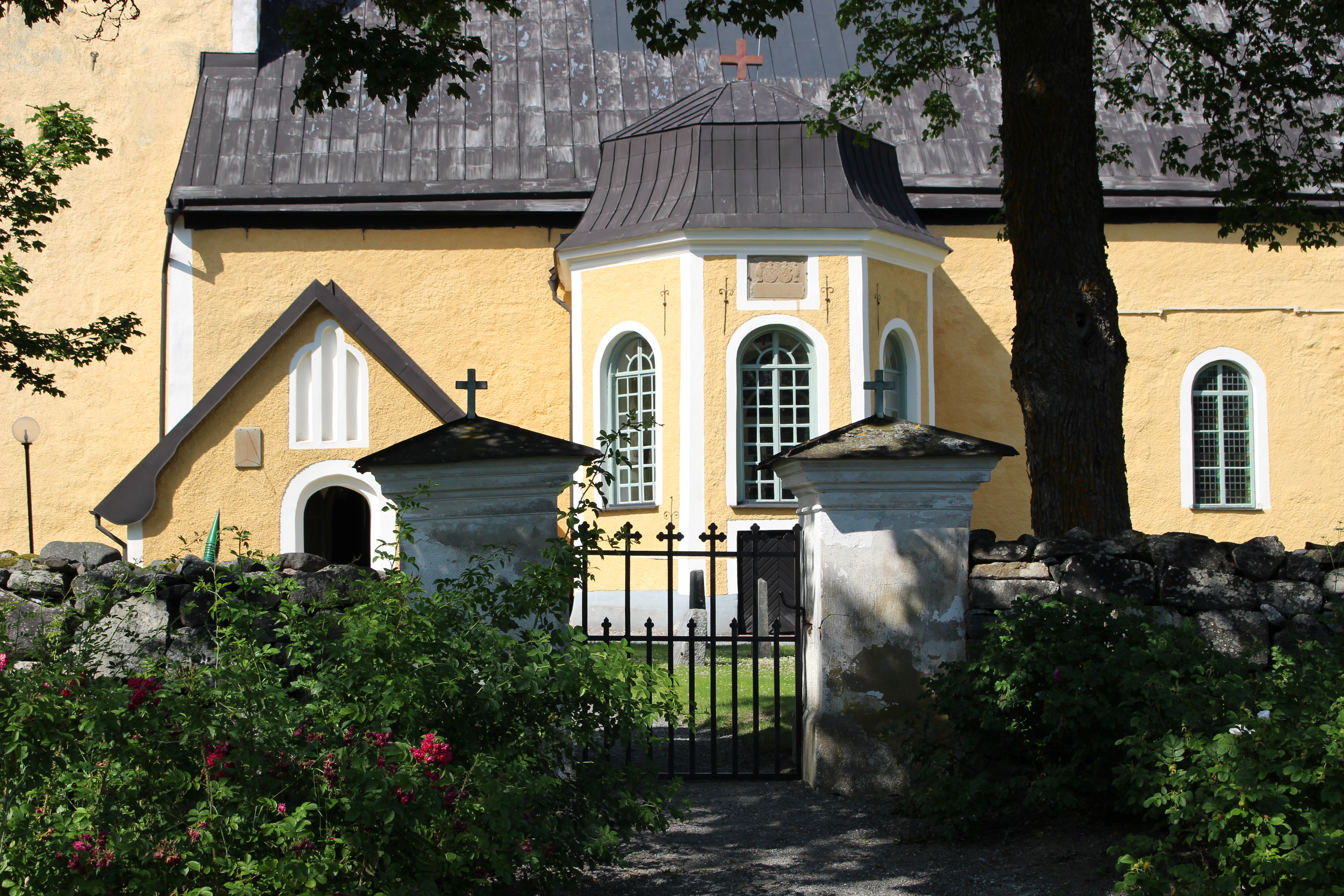
Södra kyrkogårdsgrinden
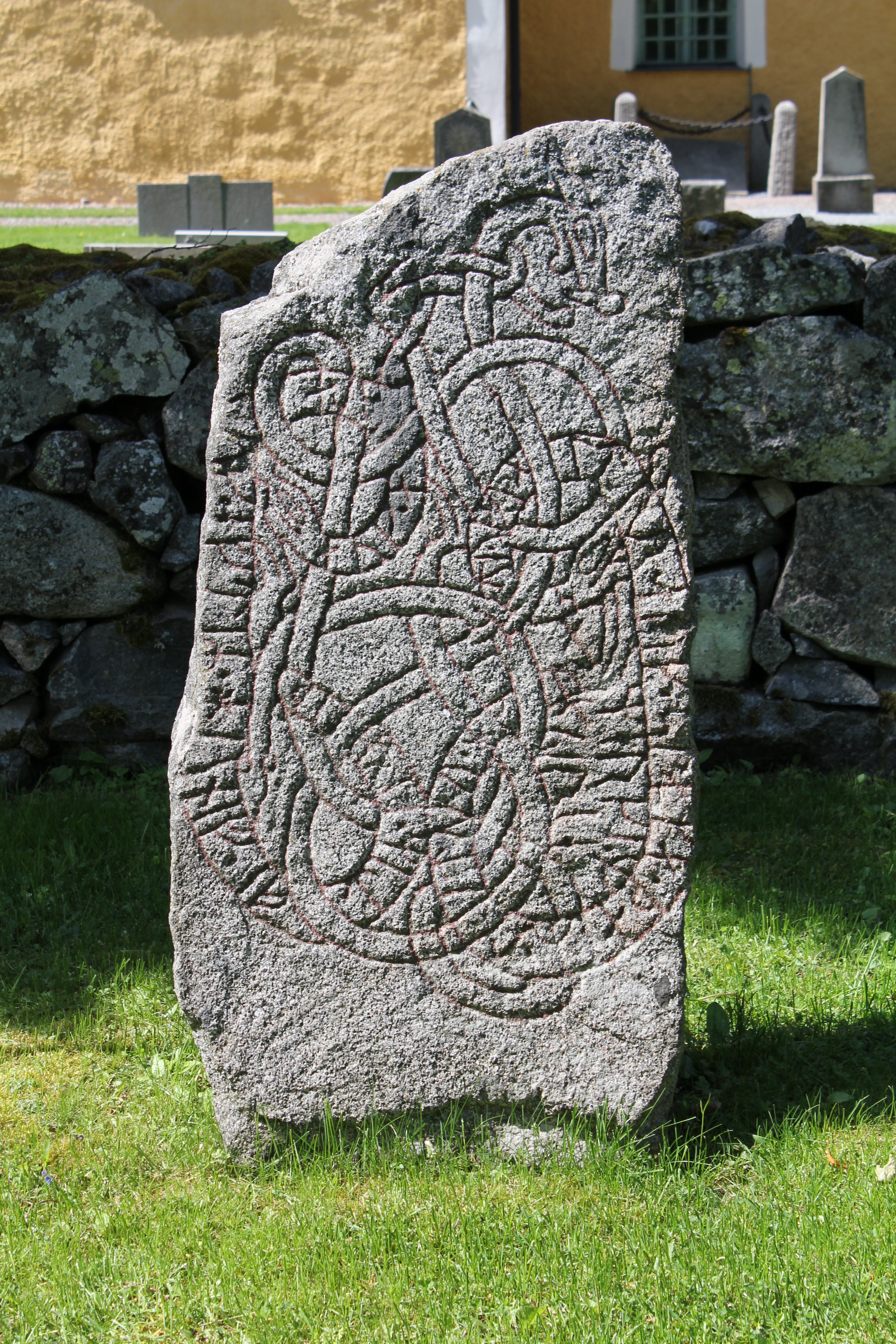
Upplands runinskrifter 773

## Diskografi
- 1700-talsorglar i Enköpingstrakten. Staffan Holm, orgel. Inspelad i Teda kyrka, Fröslunda kyrka och Enköpings-Näs kyrka, 5-7 juni 2001. CD. True Track TTPCD 023. 2001.